# Copelatus decemsulcatus
Copelatus decemsulcatus är en skalbaggsart som beskrevs av Régimbart 1895. Copelatus decemsulcatus ingår i släktet Copelatus och familjen dykare. Inga underarter finns listade i Catalogue of Life.